# Ryfylkemuseet
Ryfylkemuseet er regions museum for kommunerne Forsand, Strand, Hjelmeland, Suldal, Sauda, Finnøy, Rennesøy og Kvitsøy. Regionen omfatter, ø-, fjord- og fjeld-landskabet Ryfylke i Rogaland og har et folketal på ca. 30.000.
Administrationen til museet er på Sand, men museet kendetegnes af at det har mange museumsanlæg som står på sine oprindelige steder omkring i bygdelene. Museet har afdelinger i de fleste kommuner. Hvert år udgiver museet årbogen "Folk i Ryfylke".

## Eksterne lenker
- Officiel hjemmeside

- Wikimedia Commons har flere filer relateret til Ryfylkemuseet